# Gooische Vrouwen 2
Gooische Vrouwen 2 is een Nederlandse speelfilm uit 2014, gebaseerd op de gelijknamige dramaserie en de eerste film Gooische Vrouwen. De film ging op 1 december 2014 in première in het DeLaMar theater in Amsterdam. Met bijna 1,2 miljoen bioscoopbezoekers was het de best bezochte bioscoopfilm van 2014. Ook behoort de film met in totaal van 2 miljoen bioscoopbezoekers tot een van de succesvolste Nederlandse films aller tijden. In april 2015 won de film een Rembrandt Award voor 'Beste Nederlandse film'. Op 8 januari 2017 was de tv-première op RTL 4, om 20.00 uur. De film trok toen 1.172.000 kijkers.
In 2020 werd de film aangepast, omdat er diverse grappen worden gemaakt over cultuurverschillen, die achteraf gezien ongepast zijn volgens Koopman en RTL.

## Verhaal
Cheryl, Anouk en Roelien kijken uit naar de terugkomst van Claire uit Burkina Faso. Als ze terug is blijkt dat ze nogal is veranderd. Ze is teruggekomen omdat haar geld op was. Ze heeft haar eigen huis verhuurd, maar mag voorlopig bij Cheryl wonen. Ze is vegetariër geworden en is verliefd op Komo uit Burkina Faso. Komo komt over. Hij eet met zijn handen, wat Cheryl's zoontje Remy gaat nadoen, maar Cheryl heeft dat liever niet. 
Cheryl heeft genoeg van het vreemd gaan van Martin, dit keer met de jonge Daphne, en maakt het uit. Als Daphne danst met een andere man en zich niet laat commanderen door Martin, die met haar naar huis wil, bekoelt die relatie. Martin probeert het weer goed te maken met Cheryl, wat niet lukt.
Anouk is nog steeds dol op mannen en eten. Onder druk van haar vriendinnen maakt ze het uit met een getrouwde man met een gezin.
Roelien trouwt met Evert. Op het moment dat ze het jawoord moet geven gaat ze eerst even weg om de hond water te geven. Evert overlijdt dezelfde dag tijdens het feestdiner, omdat hij stikte in een stuk vlees. Komo's gewoonten en bijgeloof bij de bruiloft en crematie werken Claire op de zenuwen (hoewel zijn waarschuwing over wat ongeluk brengt uit lijkt te zijn gekomen), en Komo keert terug naar zijn land. Evert had als wens dat zijn as op een bepaalde moeilijk bereikbare locatie in de bergen van Oostenrijk zou worden verstrooid. Samen gaan de vriendinnen daarheen om aan de wens te voldoen.
Het eerste en laatste deel van de film spelen enkele decennia in de toekomst, als ze oud zijn. Martin is dement en woont in een tehuis, maar zingt op aanmoediging van Cheryl nog een keer in haar tuin, voor de daar verzamelde fans. Remy, die inmiddels volwassen is, begeleidt hem naar de microfoon.

## Rolverdeling
| Acteur                      | Personage          | Speeltijd in serie/film |
| --------------------------- | ------------------ | ----------------------- |
| Linda de Mol                | Cheryl Morero      | 2005-2009, 2011         |
| Susan Visser                | Anouk Verschuur    | 2005-2009, 2011         |
| Tjitske Reidinga            | Claire van Kampen  | 2005-2009, 2011         |
| Lies Visschedijk            | Roelien Grootheeze | 2008-2009, 2011         |
| Peter Paul Muller           | Martin Morero      | 2005-2009, 2011         |
| Leopold Witte               | Evert Lodewijkx    | 2005-2009, 2011         |
| Derek de Lint               | Dokter Rossi       | 2005-2009, 2011         |
| Beppie Melissen             | Cor Hogenbirk      | 2008-2009, 2011         |
| Alex Klaasen                | Yari               | 2008-2009, 2011         |
| Reinout Scholten van Aschat | Roderick Lodewijkx | 2005-2009               |
| Priscilla Knetemann         | Louise Lodewijkx   | 2005-2009, 2011         |
| Dorus Witte                 | Annabel Lodewijkx  | 2005-2009, 2011         |
| Lisa Bouman                 | Vlinder Blaauw     | 2005-2009, 2011         |
| Marlies Heuer               | Cecile van Buuren  | 2007-2009               |
| Kees Hulst                  | Olivier Grootheeze | 2008-2009               |
| Elise van 't Laar           | Daphne Gerrits     |                         |
| Djedje Apali                | Komo               |                         |
| Ids van der Krieke          | Motoragent         |                         |